# Оскар Гольдерер
Оскар Карл Гольдерер (нім. Oscar Carl Holderer; 4 листопада 1919, Прюм, Веймарська республіка — 5 травня 2015, Гантсвілл, США) — німецький і американський ракетний інженер. Як колега Вернера фон Брауна, він брав участь у проєктуванні місячної ракети «Сатурн V».

## Біографія

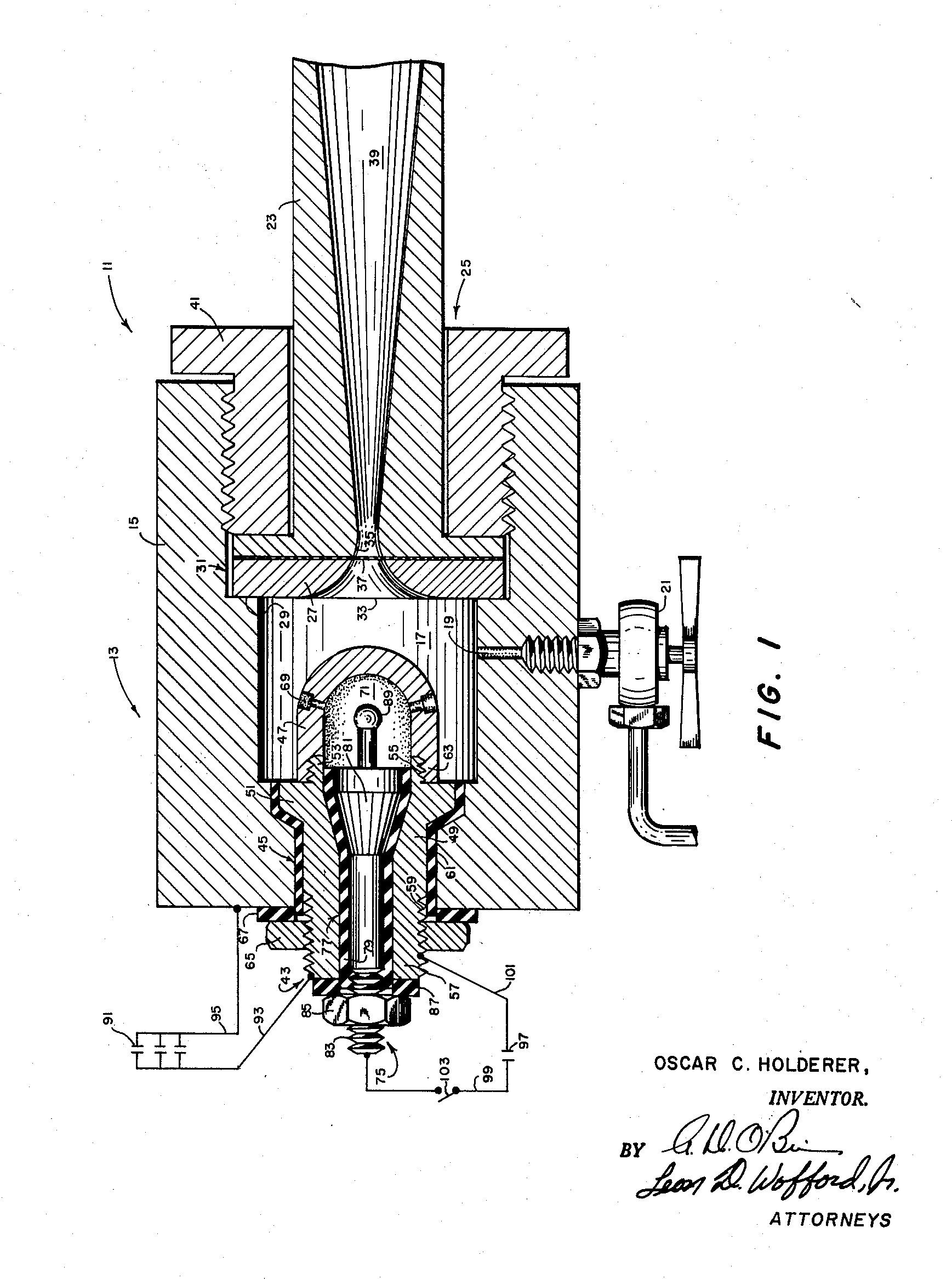
Креслення аеродинамічної труби з електродуговим приводом, розробленої Гольдерером (1965).

Оскар Гольдерер брав участь у розробці та будівництві ракет Фау-2 на полігоні Пенемюнде до кінця Другої світової війни.
Після закінчення війни кваліфікований інженер-машинобудівник Гольдерер спочатку прибув до Техасу в рамках операції «Скріпка» та відповідав за будівництво першої аеродинамічної труби для ракет у Сполучених Штатах у Форт Блісс. Такий тунель пізніше, за значної участі Гольдерера, був використаний у програмі «Аполлон» для розробки місячної ракети «Сатурн V». Гольдерер став громадянином США у 1955 році. Після виходу на пенсію з NASA у 1974 році він працював над розробкою навчального обладнання для космічних польотів, яке досі використовується в Космічному та ракетному центрі США в Гантсвіллі. Завдяки своїй розробницькій роботі він зрештою отримав 19 патентів.
У 2008 році його було введено до Зали слави космічного табору США. Разом із Георгом фон Тізенгаузеном він був одним із двох останніх живих співробітників Вернера фон Брауна з полігону Пенемюнде.
Оскар Гольдерер помер 5 травня 2015 року у віці 95 років від наслідків інсульту. Його перша дружина Інге, уроджена Шпорс (1919–1993), вже померла 20 квітня 1993 року після 50 років шлюбу. Він залишив після себе другу дружину, двох синів, пасинка та падчерку.